# کتاب طراحی
یک کتاب طراحی، کتاب یا دفترچه‌ای است با صفحه‌های خالی برای طراحی و متناوباً توسط طراحان برای ترسیم یا نقاشی به عنوان بخشی از پروسهٔ خلاق آن‌ها استفاده می‌شود. نمایشگاه کتاب‌های طراحی در موزهٔ هنر فوگ در دانشگاه¬ هاروارد در سال ۲۰۰۶ نشان داد که دو طبقه ¬بندی گسترده برای دسته‌بندی کتاب‌های طراحی وجود دارد.
مشاهده: که بر استناد دنیای بیرون تمرکز می‌کند و بسیاری از تحقیقات طبیعی و گردشی و طرح‌های ثبت-کنندهٔ سفرهای یک هنرمندرا در برمی‌گیرد.
"ابتکار": که انحراف‌ها و سفرهای درونی یک هنرمند را دنبال می‌کند به طوریکه آن‌ها عقاید هنری را گسترش می‌دهند.

## انواع کتاب‌های طراحی
کتاب‌های طراحی در شکل‌ها و اندازه‌های بسیار متنوعی با پوشش‌های گوناگون و تعداد مختلف بسته‌ها می‌باشند. کتاب‌های طراحی یک روش را شروع کرد تولید آسان را با کاغذهای طراحی مناسب ارائه دهد.
پایان کار یافت شده در کتاب طراحی به‌طور گسترده از هنرمند به هنرمند تغییر کرد به طوریکه در بعضی طرح‌های بسیار ساده و تعداد زیادی یاد داشت موجود بود و بعضی دیگر دارای تصاویر کار شدهٔ عالی بود در سراسر زمان، این کتاب‌ها به دیگران اجازه می‌داد تا پیشرفت هنرمندان را مشاهده کنند. همانطور که سبک و مهارت آن‌ها پیشرفت هنرمندان را مشاهده کنند، همانطور که سبک و مهارت آن‌ها پیشرفت می‌کرد. بسیاری از هنرمندان به کتاب‌های خود با تزئین جلدشخصیت می-دادند. گاهی طرح‌ها از کتاب‌ها در زمان‌های بعدی حذف شوند.
کتاب‌های طراحی با کاغذهایی نه چندان با کیفیت درست می‌شدند و از طریق وزن (به تراکم ورقه‌ها مربوط می-شد) و دندانه (رگه هم نامیده می‌شد) تفاوت داشتند که به تکنیک‌های گوناگونانی اجازهٔ عمل می‌داد، در عرصهٔ طراحی با مداد، آبرنگ، مدادرنگی، قلم و جوهر و از این قبیل. ویژگی کاغذهای خاص ممکن است برای استفاده با اثرهای خاص مطلوب باشد. کاغذ کتاب‌های طراحی در وزن، از نظر سفیدی خالص، کرم رنگ بودن گوناگون هستند و شامل گونه‌های کم رایج‌تری مثل خاکستری (کهنه) نیز هستند. درنمایش هنرهای معاصر، همانند نگرش‌های تاریخی، ضبط‌های زودگذر و صمیمی به‌طور فزاینده‌ای با ارزش است که منتج به نمایش کتاب-های طراحی در کنار کارهای هنری کامل می‌شود. تکنولوژی کامپیوتری به تسعه کتاب‌های طراحی دیجیتال کمک کرده‌است.

## کتابهای طراحی به روز

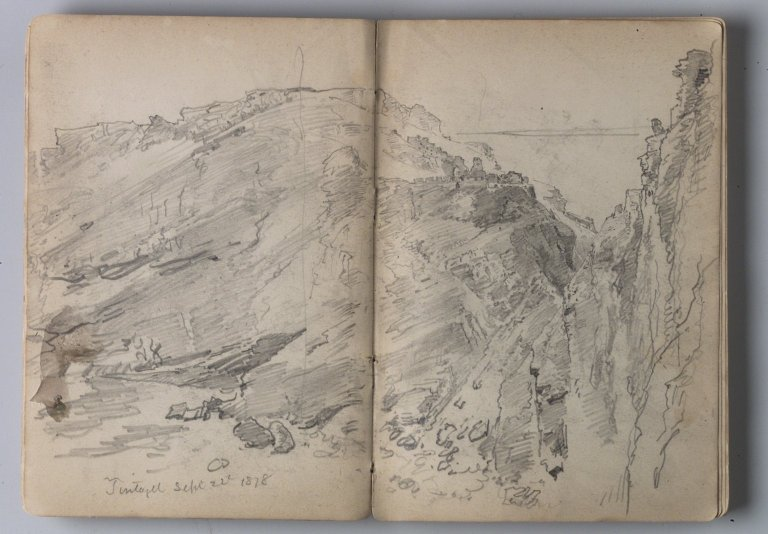
یک کتاب طراحی در موزه بروکلین

شبکه‌های نامحدود جهانی دسترسی به اسنادی از قبیل کتاب‌های طراحی هنرمندان معروف که پیش از این تنها در نمایشگاه‌ها دیده می‌شدند را افزایش داده است. تعدادی از کتاب‌های طراحی هنرمندان معروف به‌طور دیجیتالی ثبت شده‌است و اکنون به‌طور همیشگی در دسترس می‌باشد. پیوندها در بخش پیوندهای بیرونی در زیر ارائه شده‌است:
- لئوناردو دا وینچی (نقاش، تندیسگر ومعمار و طراح ایتالیایی در سال‌های ۱۵۱۹-۱۴۵۲) صدها صفحه از کتا طراحی در طول زندگی‌اش ارائه داد که با طرح‌ها و نوشته‌هایی پر شده بود که با ذهن بسیار کنجکاوش همراه بود.
- رامبرانت ون ریشن (نقاش هلندی در سال‌های ۱۶۶۹-۱۷۴۶) نمونهٔ خوبی از طرح‌ها و رسم‌های رامبرانت که می‌توانند از طریق زیر یافت شوند.
- فرانسیسکو گویا (نقاش اسپانیایی در سال‌های ۱۸۲۸-۱۷۴۶) نقاش و سازندهٔ پوستر و عکس‌های چاپی بود و سهم مهمی در هنر طراحی داشت.
- کتاب طراحی ایتالیایی که در دههٔ ۱۷۷۰ خلق شده و اخیرا درموزه دل پرادو ایجاد شد.
- هشت آلبوم کتاب طراحی گویا
- جوی ترنر (هنرمند انگلیسی در سال‌های ۱۸۵۱-۱۷۷۵) ۳۰۰کتاب طراحی و حدود ۳۰۰۰۰ طرح و آب رنگ در سفرهایش به وجود آورد. پنج سال پس از مرگش، اکثریت هنر او وقف ملت شد و در تایت بریتانیا جا گرفت.
- کتاب‌های طراحی ترنر ،میراث ترنر، دسترسی به تمام ۳۰۰ کتاب طراحی را ارائه می‌دهد.
- جان کانستبل (هنرمند نگلیسی در سال‌های ۱۸۳۷-۱۷۷۶) به اهمیت کار از زندگی و بر پایه نقاشی‌هایش در کتاب‌های طراحی و ترسیم چشم‌اندازها باور داشت. بعضی از کتاب‌های طراحی او رنگ روغن بود در حالی که یقیه به صورت کتاب‌های طراحی کوچک بودند. این نمونه‌ای از کتاب طراحی در موزهٔ ویکتوریا و آلبرت است.
- کانرا مارتنز (هنرمند انگلیسی در سال‌های 1878-1801) Darwin on the beagle صفحهٔ هنرمند مسافر شد و سه کتاب طراحی دقیق از مکان‌ها و موضوعاتی که در سفر دیده بود را تولید کرد. این یک سفرنامه است و داستان کتاب طراحی اش از Beagle نشات می‌گیرد که در آزمایشگاه دانشگاه کمبریج می‌باشد. این فهرست طبقه‌بندی شده‌ای از تصاویر است. بیشتر تصاویر این کتاب با گرافیت است.
- پل سزان (نقاش فرانسوی در سال‌های ۱۹۰۶-۱۸۳۹) در مورد زندگی اش کار کرد و مشاهدات دقیقی را به صورت ترسیم و طرح‌ها همانند نقاشی‌هایش ارائه داد. انتشارات دوور یکی از کتاب‌های طراحی سزان را تکثیر کرد.
- وینسنت ون گوگ (نقاش هلندی ۱۸۹۰-۱۸۵۳) طرح‌های مقدماتی را برای توسعهٔ نقاشی‌هایش ایجاد کرد. او اغلب با قلم و جوهر قرمز ترسیم می‌کرد. شاگردان علامت گذار احتمالا به دامنهٔ وسیع نقطه‌ها که به او به‌طور عادی به کار می‌برد علاقه داشتند.
- نمونه‌هایی از نمایشگاه سال ۲۰۰۵ از طرح‌های ون گوگ در موزهٔ متروفیتن نیویورک موجود است.
- جان سنگیو سارجنت (نقاش آمریکایی در سال‌های ۱۹۲۵-۱۸۵۶) مجموعه‌ای از کتاب‌های طراحی سارجنت در موزهٔ دانشگاه هنر هاروارد می‌باشد.
- چندین هنرمند آمریکایی کتاب‌های طراحی در بایگانی هنرهای آمریکا – منتخب متصدی هفده کتاب طراحی «دامنهٔ گستردهٔ موضوعات موجود برای تحقق در بایگانی هنر آمریکایی از یادداشت‌های آکادمیک با دانشجویان کالبد شناسی برای سفرهای توضیحی که در تاریخ ۱۸۴۰ تا ۱۹۷۰ در دسترس می‌باشند را نشان می‌دهد.»
- هنری مور (نقاش انگلیسی در سال‌های ۱۹۸۶-۱۸۹۸) طرح‌های اولیه (۱۹۳۹-۱۹۱۶) از ایده‌ها برای مجسمه‌سازی
- دیوید هاکنی (معاصر) یک DVD از پانزده کتاب طراحی به اندازهٔ کف دست ارائه داده است که در طول ۱۸ماه از سال‌های ۱۰۰۳-۲۰۰۲ تولید شده بود (حق چاپ/ انتشار توسط دیوید هاکنی /جرج اوان). تاریخچهٔ طرح‌ها خانهٔ او، خانه یاو، استودیو، سفرهایش، مناظره، زندگی‌های آرام، اتاق‌های هتل، دوستان و خانواده اش هستند.

## همچنین ببینید
- نقاشی
- نقشه کشی
- طرح (طراحی)
- طرح نفت